# Éloi Béral
Pour les articles homonymes, voir Béral.
Éloi Béral est un ingénieur et homme politique français né le 1er août 1838 à Cahors (Lot) et décédé le 6 novembre 1908 à Paris

## Biographie
Ancien élève de l'École polytechnique (promotion 1855 ; entré et sorti major), il devient ingénieur des mines en 1861. Préfet du Lot après le 4 septembre 1870, il quitte ses fonctions dès 1871. Il tente de se faire élire candidat républicain aux législatives de 1877 à Cahors, mais échoue. Il est nommé ingénieur en chef puis conseiller d'État. Il est finalement élu sénateur en 1883. Inspecteur général des mines, il est connu pour avoir été chargé d'une mission spéciale sur les projets de loi relatifs aux mines (1884) ce qui l'a amené à comparer les législations minières de divers autres pays. Il est conseiller général du canton de Montcuq de 1883 à 1895.
En 1889, il est mis en cause lors d'une interpellation pour avoir continué à toucher de l'argent sur le budget du ministère des travaux publics, alors même qu'il avait été élu sénateur. En 1892, il est impliqué dans le scandale de Panama, le procureur général demandant la levée de son immunité parlementaire. Il fut acquitté. Il se tient alors éloigné des débats parlementaires et n'ose pas se représenter aux élections sénatoriales de 1897. Il se représente et est réélu en 1906. Il meurt en poste en 1908.

## Publications et travaux
- Mémoire sur le traitement du minerai de Sommorostro (sic) par le procédé Chenot à l'usine de Baracaldo (près Bilbao), Bibliothèque de Mines ParisTech Cote original : EMP_M_1859_711, École nationale supérieure des mines de Paris (Mines ParisTech), manuscrit, 1859, 30 p. (lire en ligne)
- « Extrait de la table nominative- Résumé de l'ensemble des travaux parlementaire de Eloi BERAL », sur https://www.senat.fr/, 2025 (consulté le 22 février 2025).